# Pseudohydromys berniceae
Pseudohydromys berniceae és una espècie de mamífer rosegador de la família dels múrids. És endèmic de Nova Guinea.

## Descripció
És un rosegador de petites dimensions, amb una llargada de cap i cos de 70-80 mm, una llargada de la cua de 79-88 mm, una llargada del peu de 18-20 mm i una llargada de les orelles de 9-11 mm.
El pelatge és curt. El cos és completament gris-marronós fosc. Les orelles són gris fosc i els ulls són relativament petits. Les parts dorsals de les potes són blanques. La cua és més llarga que el cap i el cos, uniformement marró fosc amb la punta blanca. Hi ha 15-18 anells d'escates per centímetre.

## Biologia

### Comportament
És una espècie terrestre.

## Distribució i hàbitat
Aquesta espècie és difosa a la serralada Owen Stanley, a l'extrem oriental de la serralada central de Nova Guinea.
Viu als boscos molsosos de montà entre 590 i 1.570 metres d'altitud.

## Estat de conservació
Com que fou descoberta fa poc, l'estat de conservació d'aquesta espècie encara no ha estat avaluat formalment.